# Mont-Cenismassief
Het Mont-Cenismassief vormt een deel van de Westelijke Alpen in Frankrijk en Italië. Het hoogste punt van het Mont-Cenismassief wordt gevormd door de Pointe de Ronce met een hoogte van 3612 meter.
In ruime zin strekt het Mont-Cenismassief van de Cime du Grand Vallon (Punta Bagnà) tot de Mont Tour (3385m). De Rocciamelone wordt niet meer tot dit massief gerekend. Dit ruimere massief bestaat uit enkele submassieven: Scolette, Ambin en Mont-Cenis. Ten noorden en oosten van het Mont-Cenismassief ligt de "Centrale groep" van de Grajische Alpen, met de Pointe de Charbonnel als hoogste punt. Ten westen van het Mont-Cenismassief ligt het Cerces-Thabormassief; een stuk verder naar het zuiden ligt de hoogste berg van de Cottische Alpen, de Monviso.
In enge zin verwijst het naar een submassief Mont-Cenis (naast dat van Ambin en Scolette). Dit submassief ligt in de directe omgeving van de Col du Mont-Cenis en bestaat uit twee delen: het grotere Grand Mont-Cenis ten oosten van de pas en het kleinere Petit Mont-Cenis-massief ten westen van de pas. De gemeente Val-Cenis is vernoemd naar dit submassief. Alle dorpen van deze nieuwe fusiegemeente liggen net ten noorden van het Mont-Cenismassief.

## SOIUSA
In het Italiaanse SOIUSA-voorstel ter classificatie van de Alpen wordt de grens tussen de Grajische Alpen en de Cottische Alpen op de Col du Mont-Cenis gelegd. Het deel ten oosten en noorden van de Col du Mont-Cenis hoort aldus tot de Grajische Alpen. Het hierboven gedefinieerde submassief van Mont-Cenis, wordt hier de Gruppo Roncia-Lamet genoemd en vormt het meest zuidwestelijke deel van de zuidelijke Grajische Alpen (It: Alpi di Lanzo e dell'Alta Moriana; Fr: Alpes de la Haute Maurienne et de Lanzo), waarvan de Pointe de Charbonnel in de SOIUSA-classificatie het hoogste punt vormt. In de Franse indeling ligt de Pointe de Charbonnel ten oosten van het Mont-Cenismassief en behoort deze tot de Grajische Alpen (strikter gedefinieerd).
Het deel ten westen en zuiden van de Mont-Cenispas (submassieven Ambin en Scolette) worden in de Italiaanse classificatie tot de ruime Cottische Alpen gerekend. In de SOIUSA-classificatie zijn de Mont-Cenisalpen of "Noordelijke Cottische Alpen" veel uitgestrekter en hoort het grootste deel van het Cerces-Thabormassief (ten oosten van de Col du Galibier) ook tot deze "subsectie". De submassieven Ambin en Scolette worden respectievelijk als de Gruppo d'Ambin en Gruppo della Pierre Menue aangeduid. Een derde groep Gruppo della Rocca Bernauda (in de Franse classificatie een deel van het Cerces-Thabormassief) vervolledigt de Catena Bernauda-Pierre Menue-Ambin.

## Belangrijkste toppen
| Top                               | Hoogte | Submassief         | SOIUSA-subsectie                  | SOIUSA-groep |
| --------------------------------- | ------ | ------------------ | --------------------------------- | ------------ |
| Pointe de Ronce                   | 3612 m | Mont-Cenis (Grand) | Alpi di Lanzo e dell'Alta Moriana | Roncia-Lamet |
| Aiguille de Scolette/Pierre Menue | 3506   | Scolette           | Alpi del Moncenisio               | Pierre Menue |
| Mont Lamet                        | 3504   | Mont-Cenis (Grand) | Alpi di Lanzo e dell'Alta Moriana | Roncia-Lamet |
| Pointe du Vieux                   | 3464   | Mont-Cenis (Grand) | Alpi di Lanzo e dell'Alta Moriana | Roncia-Lamet |
| Pointe de la Haie                 | 3452   | Mont-Cenis (Grand) | Alpi di Lanzo e dell'Alta Moriana | Roncia-Lamet |
| Roche Michel                      | 3429   | Mont-Cenis (Grand) | Alpi di Lanzo e dell'Alta Moriana | Roncia-Lamet |
| Rognosa d'Étache                  | 3382   | Ambin              | Alpi del Moncenisio               | Ambin        |
| Mont d'Ambin                      | 3378   | Ambin              | Alpi del Moncenisio               | Ambin        |
| Signal du Grand Mont-Cenis        | 3377   | Mont-Cenis (Grand) | Alpi di Lanzo e dell'Alta Moriana | Roncia-Lamet |
| Dents d'Ambin                     | 3372   | Ambin              | Alpi del Moncenisio               | Ambin        |
| Pointe des Pignes                 | 3370   | Mont-Cenis (Grand) | Alpi di Lanzo e dell'Alta Moriana | Roncia-Lamet |
| Pointe Ferrand                    | 3365   | Ambin              | Alpi del Moncenisio               | Ambin        |
| Pointe Niblé                      | 3346   | Ambin              | Alpi del Moncenisio               | Ambin        |
| Pointe Sommeiller                 | 3332   | Ambin              | Alpi del Moncenisio               | Ambin        |
| Mont Giusalet                     | 3312   | Ambin              | Alpi del Moncenisio               | Ambin        |
| Pointe Bramanette                 | 3214   | Scolette           | Alpi del Moncenisio               | Pierre Menue |
| Pointe de Paumont                 | 3171   | Scolette           | Alpi del Moncenisio               | Pierre Menue |
| Signal du Petit Mont-Cenis        | 3162   | Mont-Cenis (Petit) | Alpi del Moncenisio               | Ambin        |
| Cime du Grand Vallon              | 3129   | Scolette           | Alpi del Moncenisio               | Pierre Menue |